# Коммунистический переулок (Серпухов)
Коммунисти́ческий переу́лок — переулок в городе Серпухове Московской области. Расположен в исторической части города к юго-востуку от Серпейка. Своё современное имя переулок получил советское время, ранее носил название улица Воскресенская.
Коммунистический переулок берёт начало от Калужской улицы на юго-западе, пересекается с 1-й Московской улицей и оканчивается на проезде Мишина. Длина — около 370 метров.

## Транспорт
По переулку движение общественного транспорта не осуществляется. Интенсивность автомобильного движения слабая.

## Здания и объекты

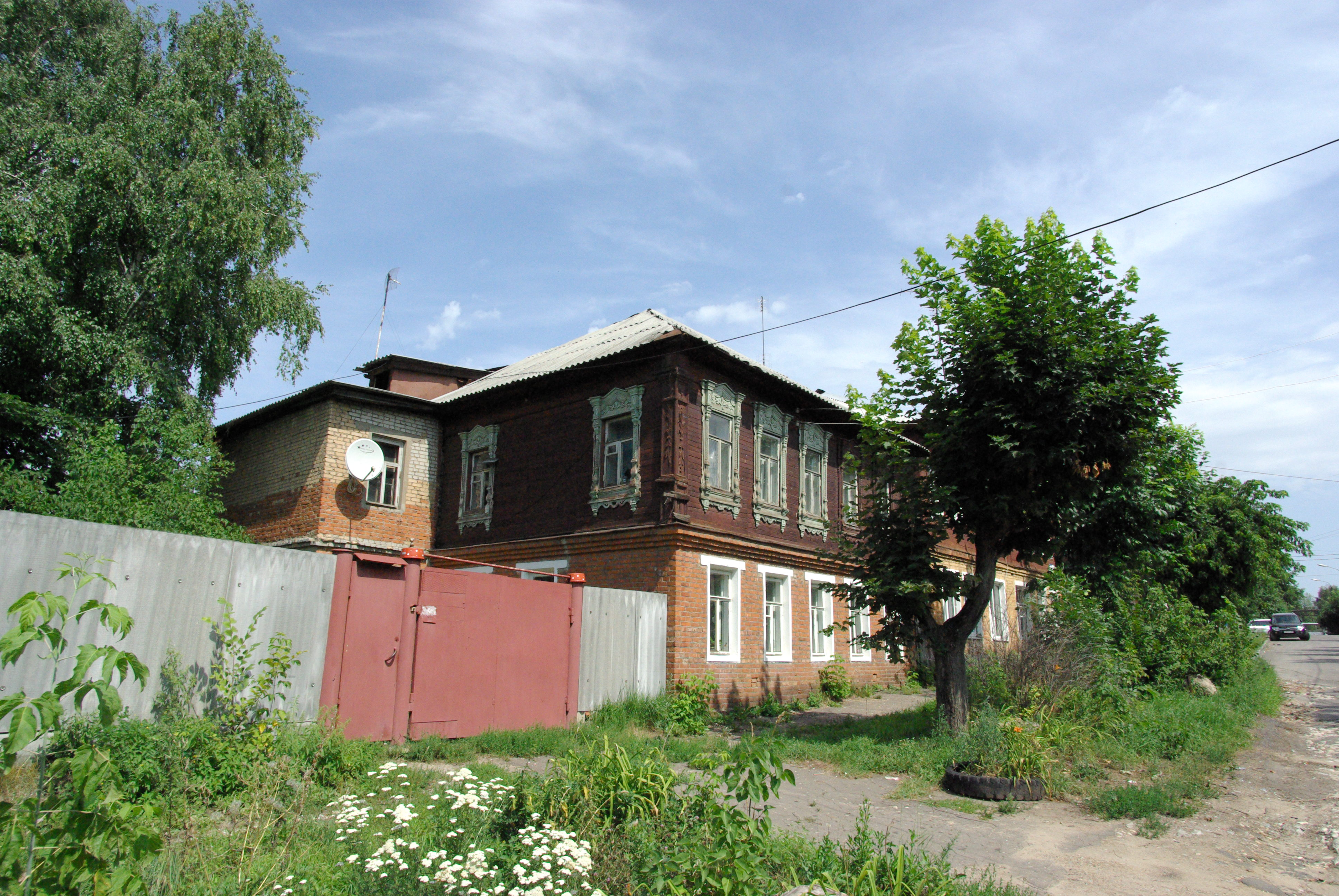
Деревянный дом в переулке

- Коммунистический переулок, 12. Бывшая усадьба купца Серикова (первая половина XIX века) — исторический памятник федерального значения (федеральная категория охраны, Ф-176).[2][3]
- На пересечении с Калужской улицей — Храм Воскресения Христова (1723 или 1715 год), 2-х ярусный, 2-х этажный. Закрыт в 1930-х годах.[4]